# ¿Dónde está mi país? (episodio de South Park)
«¿Dónde está mi país?» («Where My Country Gone?» como título original) es el segundo episodio de la decimonovena temporada de la serie animada South Park, y el episodio n.º 259 en general, escrita y dirigida por el cocreador de la serie Trey Parker. El episodio se estrenó en Comedy Central el 23 de septiembre de 2015. Es una parodia de la inmigración ilegal a los Estados Unidos y de la candidatura presidencial 2016 de Donald Trump, junto con Caitlyn Jenner y lo políticamente correcto.

## Argumento
Kyle se siente honrado de mala gana en la Casa Blanca por Barack Obama por haber aceptado de que Caitlyn Jenner es una heroína (episodio anterior). Fue recompensado llevarlo de vuelta a su casa conducido por Jenner, que atropella a un peatón mientras salía de la Casa Blanca (en referencia al accidente real que ocasionó Caitlyn Jenner en febrero de 2015).
El Sr. Garrison observa que un gran número de personas canadienses han entrado ilegalmente al país estadounidense. Cuando reacciona con intolerancia a un grupo de estudiantes canadienses interrumpiendo la clase, él dialoga con el Director PC, y tanto él como el resto de la facultad se vieron obligados a tomar clases nocturnas de idioma canadiense para ayudar a los estudiantes canadienses de seguir recibiendo clases. Él reacciona con una canción denominada, "Where My Country Gone?", que lamenta cómo la inmigración ha arruinado su país, y luego el Sr. Garrison propone ante el público una solución para que los canadienses regresen a su país. 
A continuación, el Director PC convocó a todos sus alumnos de la primaria, a observar una obra de teatro sobre la historia de Canadá y luego el Sr. Garrison interrumpe la presentación para expresar sus puntos de vista antiinmigrantes. Como resultado, El Sr. Garrison ha sido despedido de la escuela, y la tensión se agita entre los estudiantes estadounidenses y canadienses. Cartman y sus amigos deciden que la única manera de lograr la paz entre las dos facciones es fomentar una relación entre los dos. Para iniciar esta campaña, Cartman llamó a Butters a invitar a salir con una chica canadiense.
El Sr. Garrison continúa en la campaña para que Estados Unidos vuelva a ser como antes, todo el público estaba presente por su total apoyo, pero en realidad lo que quería proponer es asesinar a los canadienses hasta que sus espíritus abandonen sus cuerpos, y luego construir un gran muro fronterizo para evitar que más personas canadienses inmigren de manera ilegal a Estados Unidos. Sin embargo, se descubrió que en Canadá ya se ha construido su propio muro fronterizo, con el fin de evitar que los estadounidenses intenten violar a las mujeres de Canadá, según lo explicado por el guardia de la frontera con Canadá. Garrison con el propósito de cruzar la frontera, va a las cataratas del Niágara usando un barril de protección.
Mientras tanto, Butters comienza a salir con una chica canadiense llamada Charlotte, ambos se encuentran enamorarse y ha sido invitado a cenar con su familia, él se entera de que ellos y otros canadienses dejaron su país de mala gana. El padre de Charlotte explica que durante la última elección presidencial de Canadá, hubo un candidato impetuoso (una parodia de Donald Trump, y susposiciones sobre la inmigración) que decía barbaridades sin ofrecer ninguna solución a los problemas. Aunque la gente pensaba que era gracioso y no lo tomaban en serio como candidato, fue elegido porque la broma seguía por mucho tiempo y eso no les agradó a sus compatriotas ya que no prestaron la atención suficiente en su discurso como candidato. Después de la cena, Butters revela sus sentimientos románticos por Charlotte que intercambia sus afectos.
Luego de que el Sr. Garrison cruzara la frontera, él observa que Canadá se ha convertido en un completo desierto, y se dirige a la oficina del Presidente. Allí, un altercado físico sobreviene entre los dos, que termina cuando Garrison llega a imponerse violando hasta la muerte al presidente de Canadá. Una vez que escuchan la noticia de que el presidente ha sido asesinado, los inmigrantes canadienses en los EE. UU. incluyendo Charlotte, se sienten felices y se regresan a Canadá. 
De regreso a los EE. UU., Garrison atribuye la victoria a su política, cuando Kyle intenta dar sentido al señalar que el conflicto se debe a las políticas hostiles de manera similar, de repente se va en silencio porque "nadie quiere otro discurso". Garrison le dice a la gente de South Park que se unirá a las elecciones presidenciales del 2016 para postularse a ser presidente de los Estados Unidos con su compañera de fórmula, Caitlyn Jenner. Entonces se dirige a la ciudad de Washington en un coche conducido por Jenner, que nuevamente atropella a un peatón.

## Recepción
"¿Dónde está mi país?" recibió críticas positivas. IGN 's Max Nicholson calificó un 8,0 sobre 10, concluyendo: "Ésta semana en South Park ha mejorado, que ofrece tanto una sátira mordaz y un objetivo claro:. Donald Trump con la ayuda de ambos, el Sr. Garrison, Butters (y el Donald Trump canadiense), '¿Dónde está mi país?' ha demostrado ser una entrada sorprendentemente agradable ". 
Chris Longo del Den de Geek calificó 4 de 5 estrellas, y dijo en su reseña que "esto fue un episodio que debe ser satisfactorio incluso para aquellos que se han puesto fuera por el sabor constante de las referencias de semana y cameos de imitación. " 
El escritor de The AV Club, Dan Caffrey dio una calificación A- al episodio, disfrutando de la forma en que se había construido en el episodio anterior y de la parodia de Donald Trump, aunque la búsqueda de la apariencia física de Caitlyn Jenner "más que un poco desagradable". 
El escritor de Rolling Stone Jon Blistein, elogió la campaña del señor Garrison para librar a América de los canadienses como "hilarantemente ignorante".